# Deady Sings!
Deady Sings! – album z największymi przebojami amerykańskiego artysty rockowego Voltaire’a, wydany w limitowanym nakładzie (1000 kopii) przez Projekt Records w 2004 roku.
Składanka zawiera utwory ze wszystkich wcześniejszych albumów Voltaire’a z wyjątkiem minialbumu Banned on Vulcan.
Tytuł Deady Sings! („Deady śpiewa!”), odnosi się do bohatera serii komiksowej Voltaire’a, natomiast podtytuł brzmi Okay, not really... But his creator does! („W porządku, nie naprawdę... Ale jego twórca tak!”). Voltaire nazwał album „idealną ścieżką dźwiękową do pieczenia kotów i planowania podbicia świata”.

## Lista utworów
1. „The Vampire Club” (z Boo Hoo)
2. „Brains!” (z Boo Hoo)
3. „Graveyard Picnic” (z Boo Hoo)
4. „Dead Girls” (z Almost Human)
5. „The Headless Waltz” (z Almost Human)
6. „Ex Lover's Lover” (z The Devil’s Bris)
7. „When You're Evil” (z The Devil’s Bris)
8. „Goodnight Demonslayer” (z Then And Again)